# Пенгё Командования Красной армии
Пенгё Командования Красной армии (военный пенгё) (венг. Pengő) — денежные знаки, выпускавшиеся советским военным командованием в Венгрии и обращавшиеся в 1945—1946 годах параллельно с пенгё.

## История
В сентябре 1944 года советские войска вступили на территорию Венгрии. На освобождённой территории Венгрии банковский эмиссионный механизм был полностью расстроен. Союзная контрольная комиссия по Венгрии, учреждённая в январе 1945 года, предложила правительству СССР начать эмиссию военных денежных знаков. 20 января 1945 года представители временного правительства Венгрии подписали в Москве соглашение о прекращении военных действий. Соглашением устанавливалось:

Венгерское Правительство изымет и выкупит в такие сроки и на таких условиях, какие будут указаны Союзным (Советским) Главнокомандованием, всю находящуюся на венгерской территории валюту, выпущенную Союзным (Советским) Главнокомандованием, и безвозмездно передаст изъятую таким образом валюту Союзному (Советскому) Главнокомандованию.

В конце 1945 года выпуск военного пенгё был прекращён. Банкноты утратили силу законного платёжного средства 28 февраля 1946 года.

## Банкноты
Денежные знаки печатались в СССР, содержат надпись «A Vöröshadsereg Parancsnoksága» («Командование Красной армии») и указание года — 1944. Банкноты с несложным графическим узором, одно- и двухцветной окраски.
Банкноты в 1 пенгё выпускались с двумя разными размерами рисунков на бумаге с фоном горизонтальной или вертикальной ромбической сетки, без номера или с номером. Банкноты в 20 пенгё выпускались с номером двух вариантов и без номера.
| Изображение                              | Изображение       | Номинал (пенгё) | Размеры |
| Лицевая сторона                          | Оборотная сторона | Номинал (пенгё) | Размеры |
| ---------------------------------------- | ----------------- | --------------- | ------- |
|                                          |                   | 1               | 135×70  |
|                                          |                   | 2               | 138×69  |
|                                          |                   | 5               | 135×67  |
|                                          |                   | 10              | 161×81  |
|                                          |                   | 20              | 165×84  |
|                                          |                   | 50              | 179×90  |
|                                          |                   | 100             | 184×97  |
|                                          |                   | 1000            | 194×104 |
| Масштаб изображений — 1,0 пикселя на мм. |                   |                 |         |